# 楊増新
楊 増新（よう ぞうしん）は、中華民国期の新疆の政治家。字は鼎臣・子周。主著に『補過斎文集』がある。

## 新疆の統一

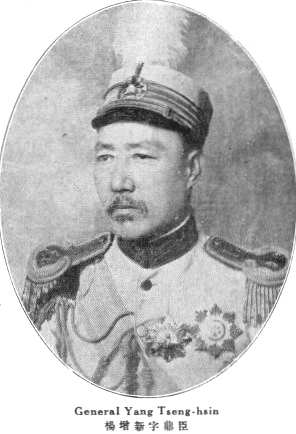
軍装の楊増新
Who's Who in China 3rd ed. (1925)

楊増新は、1889年に進士に合格した後、甘粛省河州知州となり、当地のムスリム問題の処理に当たった。新疆布政使の王樹楠の推挙で、新疆の陸軍学堂総弁に任命され、アクス・ウルムチ・バルクル等の地方長官を歴任した。
1911年に辛亥革命が起こると、新疆の漢人の間でも、哥老会に浸透した革命派が反乱を起こした。革命派は、イリでは前伊犁将軍の広福を担いで軍事政権を樹立した。これに対し、新疆省長の袁大化は、楊増新の政治経験と軍事力を見込んで、彼を提刑按察司に任命し、ムスリム兵士の訓練にあたらせた。後に袁大化が新疆を追われた際には、楊増新は督軍に推薦され、ハミのムスリム反乱や、各地の哥老会や農民の反乱の鎮圧にあたった。
一方で楊増新は、イリの革命政府と和平交渉を行い、巧みにイリ政権を自勢力に取り込んだ。楊増新は新疆の実権を掌握し、北洋政府から新疆省の支配権を認められた。1928年には、南京国民政府から新疆省長に任命された。
楊増新は、事実上新疆を独裁的に統治し、反対派を弾圧した一方で、清朝時代の統治制度を維持し、新疆に政治的安定をもたらした。

## 外交政策
新疆は清朝時代より、戦略的要地として、イギリスとロシアの間で争奪の対象となっていた（グレート・ゲーム）。楊増新が新疆を統治した時期は、中国は各地の軍閥による内乱状態にあり、新疆の情勢に介入することができなかったため、楊増新は独自に英露両国と外交交渉を行うことができた。
楊は、ロシア国境地帯の華僑の保護権や、英露商人の納税問題等で、中国側の権益を確保しただけでなく、ロシア革命後は、ソビエト政権の承認と引き換えに通商条約の平等化を要求、またイギリスに対しても最恵国待遇の削除を要求した。ロシア内戦中は、新疆に侵入したロシア白軍勢力を追放して中立を維持し、新疆の安定を確保した。

## 内政政策
内政上では、「無為而治」の原則をとなえ、賄賂の廃止や、官僚機構の統制などの財政改革を行い、財源の確保に努めた。
また、カザフ人部族長らに郡王、ベイセ、タイジ等の清朝の称号を与え、彼らを懐柔する一方、少数民族の各集団を相互に牽制させ、反乱を防止した。
また、イギリスやオスマン帝国の煽動工作により、ムスリム住民が反乱を起こすことを恐れ、外来の宗教勢力の浸透を極力排除するよう努める一方、伝統的イスラームへの干渉を控え、伝統宗教による社会秩序の維持を図った。

## 暗殺
楊増新は1928年7月7日に当時の軍務庁長、外交署長であった樊耀南らにより暗殺された。
金樹仁は樊耀南を逮捕、処刑し新疆の実権を握った。楊増新の暗殺は、樊耀南と金樹仁の共謀であったとする説の他、外蒙古での成功（モンゴル人民共和国樹立）に倣い、続けて新疆独立・親ソ傀儡政権樹立・緩衝国化を目論んでいたソビエト黒幕説もある。